# Sitio de Barcelona (1706)
El sitio de Barcelona de 1706 fue una de las batallas de la guerra de sucesión española. El 9 de octubre de 1705 Barcelona se había rendido a las fuerzas de la Gran Alianza y allí Carlos III el Archiduque había instalado su corte, por lo que Felipe V intentó recuperar la capital del Principado de Cataluña. Un ejército  borbónico integrado por 18 000 hombres a las órdenes del  duque de Noailles y del mariscal de Tessé inició el sitio de la ciudad el 3 de abril de 1706, mientras el propio Felipe V se instalaba en Sarriá. A finales de abril los borbónicos ya controlaban el castillo de Montjuic desde donde prepararon el asalto a la ciudad. Pero el 8 de mayo llegaba a Barcelona una flota angloholandesa compuesta por 56 barcos y con más de 10 000 hombres a bordo al mando del almirante John Leake, lo que obligó a retirarse a los borbónicos. Felipe V cruzó la frontera francesa volviendo a entrar de nuevo en España por Pamplona.

## Antecedentes
Carlos II nombró en su último testamento a Felipe de Anjou como su sucesor. Felipe entró en Barcelona el 2 de octubre y las Cortes catalanas finalmente se cerraron el 14 de enero de 1702 con el juramento de las constituciones catalanas por el rey. Por su lado, los aliados propusieron al archiduque Carlos, comenzando así las hostilidades.
Tomado Gibraltar, en agosto de 1705 el archiduque se embarcó en Lisboa en dirección al Mediterráneo. Se detuvo en Altea donde fue proclamado rey y se extendió la revuelta valenciana de los maulets liderada por Joan Baptista Basset. Barcelona rodeada por las tropas aliadas de Charles Mordaunt capituló el 9 de octubre de 1705, de manera que el 22 de octubre entró en Barcelona el archiduque Carlos, quien el 7 de noviembre de 1705 juró las constituciones catalanas, bajo el nombre de Carlos III. Lord Peterborough avanzó hacia Valencia y a finales del año, el archiduque ya controlaba la mayor parte de principado de Cataluña y el reino de Valencia. John Leake recibió el encargo de patrullar el Mediterráneo y se dirigió a Lisboa a reparar y reposar la flota.
Felipe de Anjou se negó a darse por vencido y consciente del peligro que suponía Barcelona en manos del enemigo decidió atacar y pidió a René de Froulay de Tessé que se dirigiera a toda velocidad a Barcelona avanzando desde Lérida y poder recibir nuevos refuerzos desde Francia, dirigidos por Luis Alejandro de Borbón, conde de Toulouse, con cañones y munición. Las tropas llegaron el 3 de abril de 1706 a la ciudad e iniciaron el asedio. Felipe llegó desde Madrid.

## La batalla

### El ejército borbónico
Los borbónicos, con la presencia del mismo Felipe de Anjou que se estableció en Sarriá, contaban con 18 000 hombres y el apoyo de Luis Alejandro de Borbón.

### La defensa de Barcelona
Para defender Barcelona el archiduque Carlos contaba con 8500 hombres: 4500 miembros de la Coronela, 2000 de infantería entre ingleses, alemanes y holandeses, unos 1000 catalanes regulares encuadrados en el Regimiento de Reales Guardias Catalanas y el regimiento de Barcelona y un millar más de voluntarios catalanes. Además unos 400 dragones, de los cuales 250 eran catalanes y el resto ingleses.

### La flota aliada
El 3 de abril de 1706, los 21 barcos de línea de John Leake se reunieron en Gibraltar con los 6 de John Price, y con los 7 barcos de línea y seis fragatas de Jacob van Wassenaer Obdam el Jove, flota en la que estaba embarcado James Stanhope. El día 5, Leake recibió una carta del archiduque Carlos informándole de que los borbónicos pretendían asediar Barcelona, y le pedía ayuda. Llegaron a Altea el 18 de abril, donde al día siguiente se unió Sir George Byng con catorce barcos de línea, y tres días después la flota de Hovenden Walker, con cinco más.
La flota aliada se dirigió a Mallorca y de allí a Tortosa, donde el 26 de abril embarcaron 2000 hombres de Lord Peterborough. Creyendo que las fuerzas de tierra de los franceses podrían realizar un asalto desesperado sobre la ciudad, Leake ordenó a Byng y a Wassenaar adelantarse.

## El asedio
El 19 de abril el castillo de Montjuic, el cual René de Froulay de Tessé creía que era la llave para tomar la ciudad, fue atacado con la artillería y la mayor parte de la infantería, donde Arthur Chichester (Lord Donegal) resistió con setecientos casacas rojas.
El archiduque Carlos, aunque podía huir fácilmente por mar, decidió esperar la flota de auxilio, y morir si se diese el caso. Lord Donegal, resistió hasta el día 26, cuando cayó en manos borbónicas. La muralla de la ciudad fue atacada con artillería en la zona de San Antonio, donde se produjo una importante fisura.
El 27 de abril las tropas aliadas consiguieron entrar en la ciudad desembarcando en barcas de pescadores, una vez la flota de Luis Alejandro de Borbón huyó al saber de la gran flota aliada que se aproximaba.
El 12 de mayo los borbónicos, que podían haber ofrecido resistencia, huyeron en un completo desorden y perseguidos por los migueletes abandonaron la artillería y las municiones, hasta el punto que Felipe de Anjou tuvo que huir hacia Francia. Unas semanas más tarde, volvió a España por Navarra.
Las fuentes documentales explican que la fuga de Felipe V causó una gran perplejidad en todas las cancillerías de Europa, pero especialmente en la de Versalles, regida por su abuelo y valedor Luis XIV de Francia.

## Consecuencias
La captura de material de guerra fue muy importante: 106 cañones de bronce, 27 morteros, 5000 barriles de pólvora, 40 000 cartuchos, 500 barriles de balas de mosquetes, 2000 bombas, 2000 granadas y 12 300 granadas de mano.
Cataluña estuvo a partir de entonces definitivamente en manos aliadas. Las tropas que no estaban destinadas en Cataluña embarcaron, y Charles Mordaunt (Lord Peterborough) desembarcó en Valencia el 13 de mayo. Estando en Altea, se celebró un Consejo de Guerra que determinó dirigirse al asedio de Cartagena, donde los habitantes locales querían tomar parte a favor del archiduque Carlos.

Entre todos los prisioneros no se han encontrado más que doce catalanes, de los que haré al momento un presente a las galeras a fin que no se hable de ellos jamás
Mariscal Tessé